# طيران الهند إكسبريس الرحلة 1344
رحلة طيران الهند إكسبريس رقم 1344 كانت رحلة مجدولة من دبي، الإمارات العربية المتحدة إلى كاليكوت في ولاية كيرالا، الهند. في 7 أغسطس 2020، انزلقت طائرة بوينغ 737-800 من نهاية المدرج إلى ممر ضيق، حيث انشطرت إلى قسمين.
من بين 191 شخصًا كانوا على متنها (185 راكبًا وستة من أفراد الطاقم)، قُتل 18 شخصًا، بما في ذلك الطياران. ويُعتبر حادثًا مميتًا آخر يقع مُشابهًا لما حدث للرحلة 812، الذي وقع قبل 10 سنوات في مانغلور، الهند، والذي أسفر عن مقتل 158 شخصًا على متنها.

## الطائرة والطاقم
الطائرة من نوع بوينغ 737 الجيل الجديد مع تسجيل الطائرة VT-AXH والرقم التسلسلي للشركة المصنعة 36323، رقم السطر 2108. حلقت الطائرة لأول مرة في 15 نوفمبر 2006. كان عمر الطائرة وقت وقوع الحادث 13.7 سنة. يتكون الطاقم من قائد الجناح الكابتن ديباك فاسانت سات، الذي كان طيار اختبار مع سلاح الجو الهندي قبل الانضمام إلى طيران الهند، والكابتن أخيليش كومار، الذي كان مساعد الطيار وأربعة مضيفات.

## الرحلة والتحطم
غادرت الطائرة الموقف E6 وأقلعت من المدرج 30R في مطار دبي الدولي في 7 أغسطس 2020، في 14:14 توقيت دبي (7 أغسطس 2020، 10:14 توقيت عالمي) وكان من المقرر أن تصل إلى مطار كاليكوت الدولي في كاليكوت، ولاية كيرالا، في 19:40 بتوقيت الهند (7 أغسطس 2020 ، 14:10 بالتوقيت العالمي) كرحلة عودة إلى الوطن، للأشخاص الذين تقطعت بهم السبل في الخارج بسبب جائحة فيروس كورونا، في إطار مهمة فاندبهارات. تمكنت الطائرة من الوصول إلى المطار في الوقت المحدد. وكان الاقتراب من المدرج 28، لكن الطيار ألغى عمليتي هبوط بسبب الرياح المقابلة ودار فوق المدرج في انتظار السماح له بالهبوط على المدرج 10. وكانت الظروف الجوية والرؤية سيئة للغاية بسبب الرياح الموسمية في ولاية كيرالا في ذلك الوقت، ولم تتمكن الطائرة من التوقف قبل نهاية المدرج وهوت 30 قدم (9.1 م) في أخدود، وانشطرت إلى قسمين عند الارتطام. ولم ترد أنباء عن حريق بعد الحادث.

## الضحايا
كان إجمالي 184 راكبًا، أربعة من طاقم الطائرة واثنان من طاقم قمرة القيادة على متن الطائرة وقت وقوع الحادث. لقي ما لا يقل عن 18 شخصًا مصرعهم في الحادث، بمن فيهم الطياران، وأصيب العديد من الأشخاص بجروح خطيرة.
| قتلى | قتلى | قتلى  | الناجون | الناجون | الناجون | مجموع |
| ركاب | طاقم | مجموع | ركاب    | طاقم    | مجموع   | مجموع |
| ---- | ---- | ----- | ------- | ------- | ------- | ----- |
| 16   | 2    | 18    | 168     | 4       | 172     | 190   |

## الإنقاذ والاستجابة
انتشرت الشرطة المحلية ورجال الإطفاء لعمليات الإنقاذ الأولية. وأصدر وزير الداخلية أميت شاه تعليماته إلى القوة الوطنية للاستجابة للكوارث (NDRF) للوصول إلى الموقع في أقرب وقت ممكن والمساعدة في عمليات الإنقاذ. أُرسلت فرق الاستجابة للطوارئ وفرق GO وفرق المساعدة الخاصة التابعة لشركة طيران الهند (المعروفة أيضًا باسم «ملائكة طيران الهند») من كوشين ومومباي ودلهي إلى موقع الحادث. وتلقى الضحايا العلاج في مستشفيات مختلفة في كاليكوت.

## التحقيق
فتحت المديرية العامة للطيران المدني تحقيقا في الحادث. كما سيتم إجراء تحقيق من قبل مكتب التحقيق في حوادث الطائرات.
تم استعادة مسجل صوت قمرة القيادة (CVR) ومسجل بيانات الرحلة (FDR) في اليوم التالي.